# Vovô do Ilê
Vovô do Ilê (Salvador, 1952), nome pelo qual é conhecido o músico Antônio Carlos dos Santos Vovô, fundador e presidente do bloco afro do Carnaval de Salvador Ilê Aiyê, e considerado "importante personalidade do movimento negro brasileiro" e "uma lenda do Carnaval baiano".

## Biografia
Filho da sacerdotisa Mãe Hilda, ganhou o apelido "Vovô" quando ainda era criança e ia ao colégio usando um terno num tamanho maior que seu corpo; ele tinha, então, nove anos de idade e ganhara o paletó de um primo de forma que as outras crianças, e até professores, diziam que ele parecia um velho e passaram a chamá-lo de vovô; ele não gostou do apelido e, com isso, o epíteto ganhava mais força. Depois incorporou o apelido oficialmente ao seu nome.
Vovô formou-se em técnico em patologia clínica e ainda em engenharia eletromecânica.
Em 1974, apesar de ter um bom emprego no polo petroquímico, Vovô fundou o Ilê Aiyê, que fez sua estreia no ano seguinte, tendo Vovô a tocar um timbau, e abandonou o trabalho assim que o bloco começou a ganhar uma projeção maior do que esperava; percussionista conhecedor dos tambores dentro do contexto da religiosidade afro-brasileira, Vovô é ogã no Candomblé.

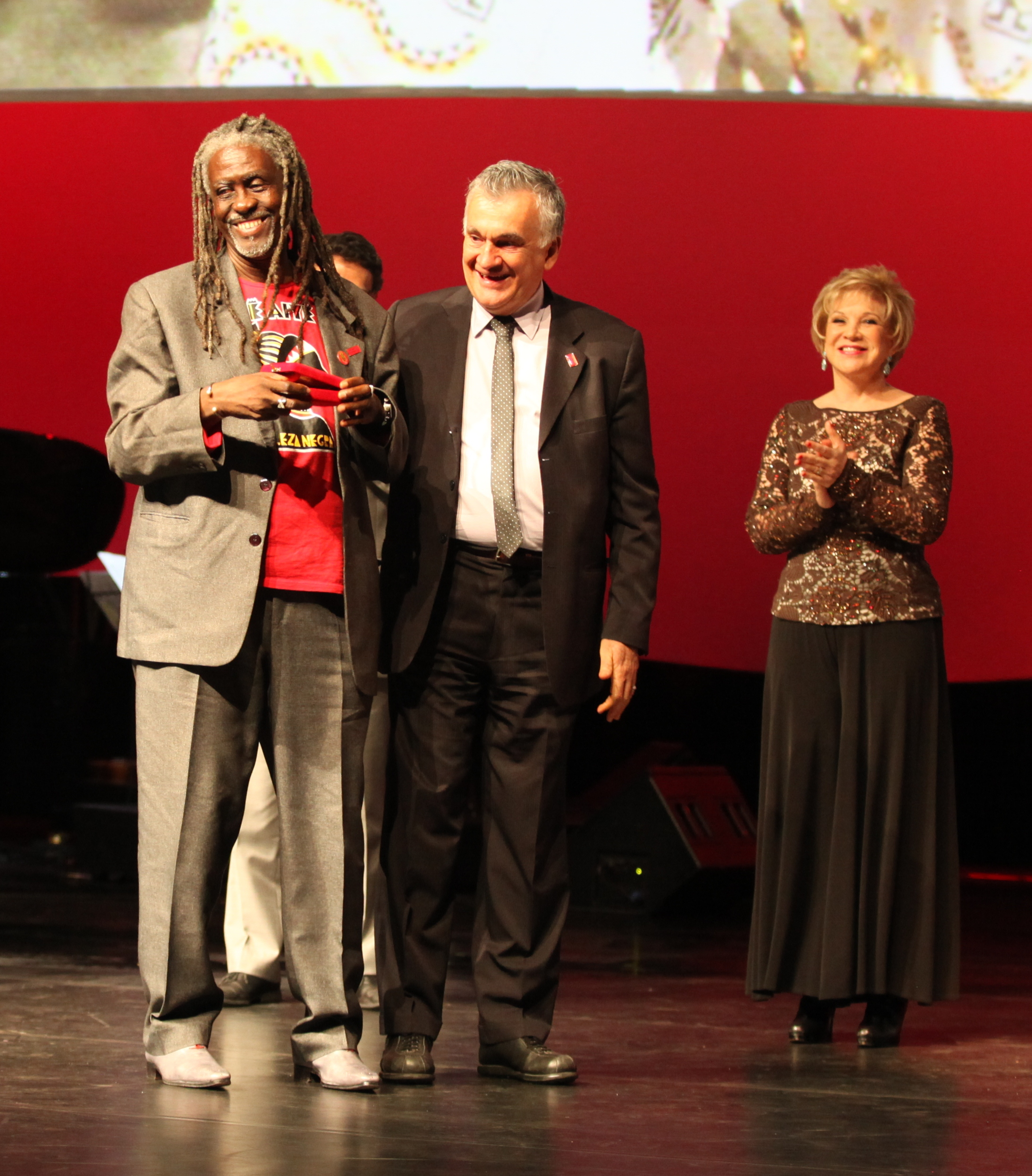
Vovô do Ilê (primeiro à esquerda) na cerimônia de entrega das medalhas da Ordem do Mérito Cultural em 2013.

No trabalho de organização do Ilê teve a ajuda dos irmãos Dete, Vivaldo Benvindo e Hildelice, aos quais se juntaram vizinhos, filhos, sobrinhos; teve ainda o apoio de Mãe Hilda na sua decisão de abandonar o emprego e se dedicar exclusivamente à causa que abraçou, onde "o que ele pensou para o Carnaval deu sentido à vida de seus familiares, produziu orgulho em uma comunidade, propagou a beleza de um povo". No começo ele empregava boa parte do salário que recebia como encanador caldeireiro para custear os ensaios do bloco.
No momento da fundação do Ilê Vovô teve que enfrentar uma primeira resistência que vinha da ditadura militar, para quem trabalhos como o que fazia no movimento negro era visto como comunismo; num primeiro momento o bloco chegou a se chamar "Poder Negro", em referência direta ao movimento Black Power que surgira nos Estados Unidos; Vovô tem um histórico de luta pela valorização do povo negro, contra a discriminação, sobretudo contra o racismo institucionalizado na própria população negra, como declarou: " existe o ranço da escravidão mental. Tem muito negão aí, preparado intelectualmente, com a vida resolvida, mas que tem muita atitude contra seu irmão. Eu tento lembrar o pessoal mais jovem que essa briga não é minha, é nossa, é coletiva. Não é uma luta social, é racial."
Dentre suas realizações centralizadas sobretudo no bairro da Liberdade, região com maior concentração de população afrodescendente na capital baiana, estão o Projeto de Extensão Pedagógica e a Escola Profissionalizante do Ilê, das quais é o responsável.
Em 2020 Vovô chegou a se lançar pré-canditado à prefeitura de Salvador, mas desistiu. Em dezembro desse ano Vovô e outras pessoas vivas tiveram seus nomes retirados da lista de nomes das "Personalidades Negras" da Fundação Palmares, a exemplo da desembargadora Luislinda Valois, Gilberto Gil ou Milton Nascimento, seguindo portaria do diretor indicado por Jair Bolsonaro para quem caberia tal homenagem apenas a quem já tenha falecido; a escolha dos nomes da lista criada em 2011 era feita de forma participativa e democrática, e não levava em conta o fato de a personalidade estar viva ou não.